# Бодибилдинг на Всемирных играх 1981
Бодибилдинг на Всемирных играх 1981 включал розыгрыш шести комплектов медалей (4 - среди мужчин и 2 - среди женщин).

## Призёры

### Мужчины
| Категории   | Золото          | Серебро      | Бронза                 |
| ----------- | --------------- | ------------ | ---------------------- |
| до 65 кг    | Ренато Бертанья | Эсмат Садек  | Джо Дисинди            |
| до 70 кг    | Джеймс Юнгблуд  | Билли Найт   | Эрвин Ноте             |
| до 80 кг    | Жак Нуавилль    | Джесси Готро | Кейо Рейман            |
| свыше 80 кг | Джон Кемпер     | Уэйн Робин   | Ахмед эль-Саид Ибрагим |

### Женщины
| Категории   | Золото      | Серебро            | Бронза       |
| ----------- | ----------- | ------------------ | ------------ |
| до 52 кг    | Пам Брукс   | Джосси Баумгартнер | Кристина Рид |
| свыше 52 кг | Кайк Эломаа | Гайл Шрётер        | Дебора Диана |